# Карим, Заид
Заид Карим (араб. زيد كريم‎; род. 19 июня 2001) — иорданский тхэквондист, член сборной Иордании. Серебряный призёр летних Олимпийских игр 2024 года, призёр чемпионатов Азии 2021 и 2022 годов, серебряный призёр летних Азиатских игр. Серебряный призер летних Олимпийских игр 2024 года в Париже.

## Карьера
Заид Карим родился 19 июня 2001 года в Иордании.
Заид завоевал бронзу на юношеских Олимпийских играх 2018 года в весовой категории до 55 кг. Стал бронзовым призёром чемпионата Азии по тхэквондо 2021 года в Бейруте в весовой категории до 68 кг. В 2022 году он стал первым иорданцем, возглавившим мировой рейтинг по тхэквондо. В 2022 году стал серебряным призёром чемпионата Азии по тхэквондо в Чхунчхоне, Южная Корея.
В 2023 году на Азиатских играх в Китае в категории до 68 кг завоевал серебряную медаль, уступив в финале узбеку Улугбеку Рашитову. Был отобран для участия в летних Олимпийских играх 2024 года в Париже.
На летних Олимпийских играх в 2024 году в Париже, в категории до 68 кг завоевал серебряную медаль, в финале уступил сопернику из Узбекистана Улугбеку Рашитову.